# Atria (stjärna)
Atria eller Alfa Trianguli Australis (α Trianguli Australis, förkortat Alfa TrA, α TrA) som är stjärnans Bayerbeteckning, är en stjärna belägen i den sydöstra delen av stjärnbilden Södra triangeln. Den har en skenbar magnitud på 1,91, är den ljusaste stjärnan i stjärnbilden och är synlig för blotta ögat. Baserat på parallaxmätning inom Hipparcosuppdraget på ca 8,4 mas, beräknas den befinna sig på ett avstånd på ca 390 ljusår (ca 120 parsek) från solen.

## Nomenklatur
Alfa Trianguli Australis har det historiska namnet Atria, som är en sammandragning av den latinska beteckningen. 
År 2016 organiserade Internationella astronomiska unionen en arbetsgrupp för stjärnnamn (WGSN) med uppgift att katalogisera och standardisera riktiga namn för stjärnor. WGSN fastställde namnet Atria för Alfa Trianguli Australis i juli 2016 och detta är nu inskrivet i IAU:s Catalog of Star Names.
Atria visas på flaggan i Brasilien, där den symboliserar staten Rio Grande do Sul.

## Egenskaper
Alfa Trianguli Australis är en orange till gul ljusstark jättestjärna av spektralklass K2 IIb-IIIa. Den har massa som är ca 7 gånger större än solens massa, en radie som är ca 92 gånger större än solens och utsänder från dess fotosfär ca 5 500 gånger mera energi än solen vid en effektiv temperatur av ca 4 150 K.
Det finns tecken som tyder på att Atria kan vara en dubbelstjärna. Den visar ovanliga egenskaper för en stjärna i sin klass, inklusive stjärnfläckar och en högre emission av röntgenstrålning än normalt. Dessa kan förklaras av en ung, magnetiskt aktiv följeslagare av spektralklass ca G0 V. En sådan stjärna skulle ha en massa notsvarande solens, med en omloppsperiod på minst 130 år. Unga stjärnor av spektraltyp G har en korona med hög temperatur och bildar ofta fläckar som orsakar plötsliga ökningar i stjärnans ljusstyrka. Paret kan vara separerat med ca 50 astronomiska enheter.